# St. Paul, Sveti Urban
St. Paul je naselje v Občini Sveti Urban v Okraju Trg na Koroškem v Avstriji.